# Minoru Mukaiya
Minoru Mukaiya (向谷 実?, Mukaiya Minoru; Prefettura di Tokyo, 20 ottobre 1956) è un musicista giapponese, maggiormente conosciuto per il suo ruolo da tastierista nella band di jazz fusion Casiopea, oltre che per aver prodotto la serie di videogiochi giapponesi Train Simulator.
Mukaiya si unì ai Casiopea durante la loro formazione nel 1977 (con il chitarrista Issei Noro, il batterista Takashi Sasaki e il bassista Tetsuo Sakurai); rimase nel gruppo fino al loro scioglimento nel 2006. Dopo aver lasciato la band, ha creato il suo team di produzione musicale, il "Mukaiya Club". È anche presidente e amministratore delegato della società Ongakukan, che si occupa della produzione di simulatori di treni professionali per i sistemi di trasporto pubblico giapponesi. La società ha distribuito videogiochi al grande pubblico.
Nel corso della sua carriera ha composto circa 200 melodie distinte per oltre 110 stazioni della metropolitana in tutta l'isola del Giappone.   Nel 2019, il presentatore televisivo britannico James May ha intervistato Mukaiya per il terzo episodio di James May: Our Man in Japan, discutendo del coinvolgimento di Mukaiya nella composizione di melodie per le stazioni ferroviarie.

## Discografia

### Album solisti
- Welcome to Minoru's Land (1985)
- Tickle The Ivory (1993)
- Sega Rally 2: Rearrange Album (1999)

## Altro
- Annuncio sonoro nei treni del Kyushu Shinkansen (2004)
- Musica di partenza nelle principali stazioni gestite dalla Keihan Electric Railway nella regione del Kansai (giugno 2007)
- Musica di avvicinamento e musica di partenza nelle principali stazioni gestite dalla Hanshin Electric Railway nella regione del Kansai (gennaio 2009)
- Annuncio di carillon e melodia del clacson dei nuovi treni Keisei AE in costruzione per lo Skyliner della Keisei Electric Railway  (2009)
- Annuncio sonoro per le ultime due settimane di operatività del terminal Shibuya della linea Tokyu Toyoko, dal 1° al 15 marzo 2013, "Avvicinamento finale". [3]
- Melodia di partenza per la linea Tokyu Toyoko , terminal condiviso con la linea Fukutoshin della metropolitana di Tokyo a partire dal 16 marzo 2013, "Partenza dal nuovo terminal di Shibuya". [3]
- Suono di annuncio a bordo del treno Seibu Railway Fifty-two Seats of Happiness in servizio da aprile 2016 [4]